# Ludiente
Ludiente, en castillan et officiellement (Lludient en valencien), est une commune d'Espagne de la province de Castellón dans la Communauté valencienne. Elle est située dans la comarque de l'Alto Mijares et dans la zone à prédominance linguistique castillane.

## Géographie

Localisation de Ludiente
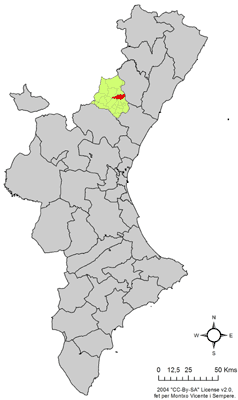
dans la Communauté valencienne.
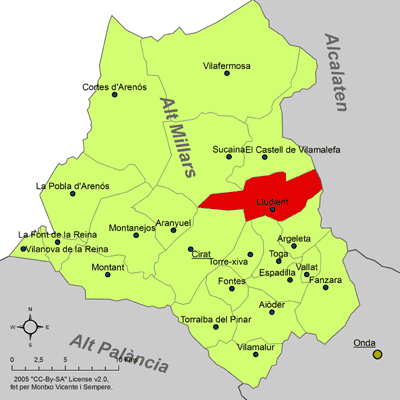
dans la comarque de l'Alto Mijares.